# Перрі Тауншип (округ Грін, Пенсільванія)
Перрі Тауншип (англ. Perry Township) — селище (англ. township) в США, в окрузі Грін штату Пенсільванія. Населення — 1396 осіб (2020).

## Демографія
Згідно з переписом 2010 року, у селищі мешкала 1521 особа в 643 домогосподарствах у складі 464 родин. Було 716 помешкань
Расовий склад населення:
| - 98,9 % — білих - 0,3 % — чорних або афроамериканців - 0,2 % — корінних американців - 0,1 % — азіатів |

До двох чи більше рас належало 0,6 %. Частка іспаномовних становила 0,3 % від усіх жителів.
За віковим діапазоном населення розподілялося таким чином: 20,4 % — особи молодші 18 років, 61,7 % — особи у віці 18—64 років, 17,9 % — особи у віці 65 років та старші. Медіана віку мешканця становила 43,8 року. На 100 осіб жіночої статі у селищі припадало 101,7 чоловіків;  на 100 жінок у віці від 18 років та старших — 98,7 чоловіків також старших 18 років.
Середній дохід на одне домашнє господарство  становив 63 562 долари США (медіана — 52 167), а середній дохід на одну сім'ю — 69 491 долар (медіана — 63 594). Медіана доходів становила 48 036 доларів для чоловіків та 38 618 доларів для жінок. За межею бідності перебувало 7,8 % осіб, у тому числі 9,4 % дітей у віці до 18 років та 5,4 % осіб у віці 65 років та старших.
Цивільне працевлаштоване населення становило 686 осіб. Основні галузі зайнятості: освіта, охорона здоров'я та соціальна допомога — 29,4 %, сільське господарство, лісництво, риболовля — 14,4 %, будівництво — 12,1 %.